# Кардиналь, Йоан
Йоа́н Кардина́ль (фр. Yoan Cardinale; 27 марта 1994, Ла-Сьота, Франция) — французский футболист, вратарь клуба «Ницца».

## Биография
Йоан Кардиналь родился 27 марта 1994 года в городе Ла-Сьота в скромной семье: его отец работал плотником, а мать — няней. У него также есть младший брат Матьё, который также играет на позиции вратаря.

## Карьера
Кардиналь начал свою карьеру в футбольной школе любительского клуба «Сен-Сир». Первоначально он играл на позиции нападающего, однако в 2003 году стал вратарём из-за отсутствия во время любительского турнира игроков на данной позиции. В 2009 году Йоан Кардиналь присоединился к «Ницце» в возрасте 15 лет. Четыре года спустя, летом 2013 года, он подписал свой первый профессиональный контракт с клубом. В сезоне 2014/2015 он был основным вратарём в резервной команде «Ниццы» и принял участие в 21 встрече из 30 возможных, благодаря чего его команда осталась в Любительском чемпионате Франции.
В сезоне 2015/2016 он стал третьим вратарём первой команды после Симона Пуплена и Муэ Ассена. 18 октября 2015 года он сыграл свой первый матч в 10 туре чемпионата Франции после травмы Пуплена в первом туре и Ассена на сборе сборной Франции. Его команда выиграла матч против «Ренна» со счётом 4:1. На следующей неделе в 11 туре Кардиналь снова вышел в стартовом составе против «Газелека» (1:3). Четыре дня спустя, 28 октября 2015 года, он сыграл свою первую игру в Кубке Лиги против «Кана», который завершился победой со счётом 3:1. По итогам октября Кардиналь был признан болельщиками «Ниццы» лучшим игроком месяца. Он вернулся на скамейку после восстановления от травмы Муэ Ассена. В матче 15 тура чемпионата против «Тулузы» (0:2) футболист снова вышел на поле вместо Рикарду Перейры после удаления Ассена. После этого он провёл в стартовом составе все матчи до конца сезона и в декабре снова был признан болельщиками команды лучшим игроком месяца.
Сезон 2016/2017 Кардиналь начал, выйдя в стартовом составе в матче против «Ренна» (1:0). 15 сентября 2016 года он дебютировал в Лиге Европы в матче против «Шальке 04» (0:1). По итогам сезона «Ницца» впервые за 41 год завоевала медали чемпионата, заняв 3 место, и квалифицировалась в Лигу чемпионов

## Клубная статистика
| Клуб             | Сезон            | Лига              | Лига | Лига | Кубок1 | Кубок1 | Кубок лиги2 | Кубок лиги2 | Еврокубки3 | Еврокубки3 | Другое | Другое | Итого | Итого |
| Клуб             | Сезон            | Дивизион          | Игры | Голы | Игры   | Голы   | Игры        | Голы        | Игры       | Голы       | Игры   | Голы   | Игры  | Голы  |
| ---------------- | ---------------- | ----------------- | ---- | ---- | ------ | ------ | ----------- | ----------- | ---------- | ---------- | ------ | ------ | ----- | ----- |
| Ницца            | 2015/2016        | Чемпионат Франции | 26   | -26  | 0      | 0      | 1           | -1          | —          | —          | —      | —      | 27    | -27   |
| Ницца            | 2016/2017        | Чемпионат Франции | 36   | -35  | 0      | 0      | 0           | 0           | 5          | -10        | —      | —      | 41    | -45   |
| Ницца            | 2017/2018        | Чемпионат Франции | 1    | -1   | 0      | 0      | 0           | 0           | 2          | -3         | —      | —      | 3     | -4    |
| Ницца            | Итого            | Итого             | 63   | -62  | 0      | 0      | 1           | -1          | 7          | -13        | 0      | 0      | 71    | -76   |
| Итого за карьеру | Итого за карьеру | Итого за карьеру  | 63   | -62  | 0      | 0      | 1           | -1          | 7          | -13        | 0      | 0      | 71    | -76   |

- 1.↑ Кубок Франции
- 2.↑ Кубок французской лиги
- 3.↑ Лига чемпионов УЕФА, Лига Европы УЕФА